# هارولد شولبرگ

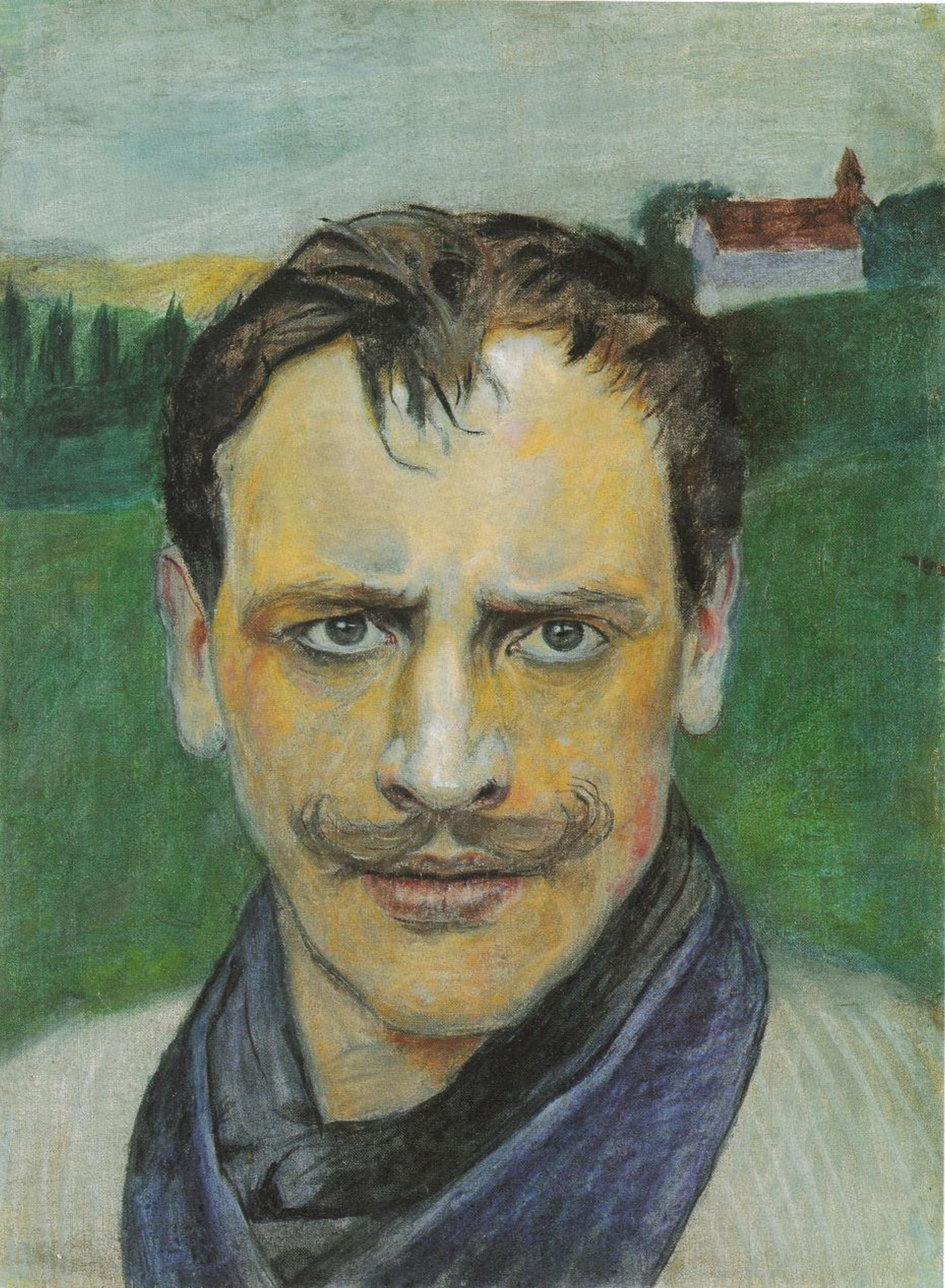
خود نگاره (پاریس، ۱۸۹۶)

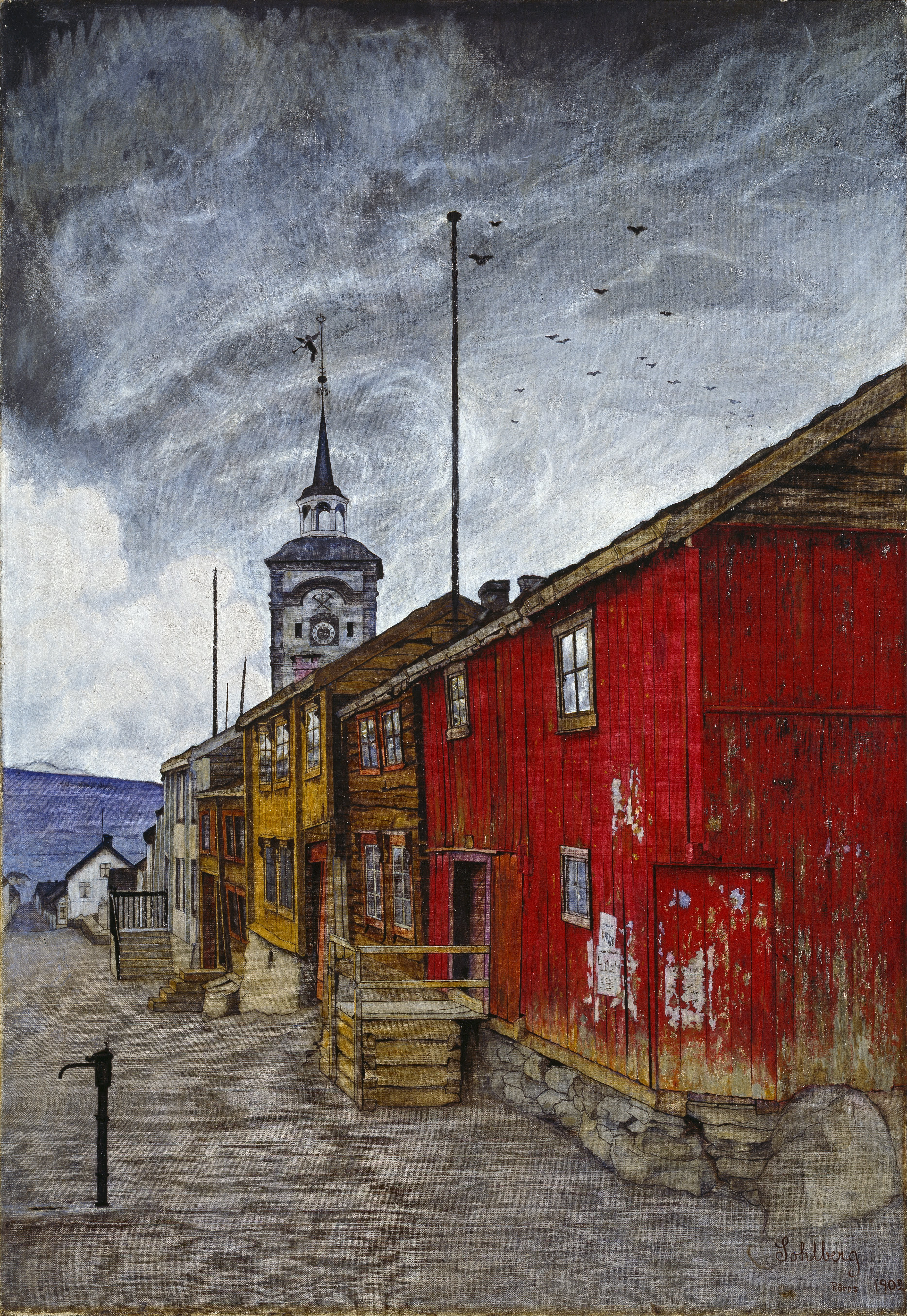
خیابان در روروس

هارولد اسکار شولبرگ (به انگلیسی: Harald Oskar Sohlberg)، (۲۹ سپتامبر ۱۸۶۹–۱۹ ژوئن ۱۹۳۵) یک نقاش نئو رمانتیسیسم نروژی بود.

## زندگی‌نامه
شولبرگ در مدرسه سلطنتی هنر و طراحی کریستیانا تحصیل کرد. بعداً زیر نظر گرافیست و نقاش، یوهان نورداگن آموزش دید. سپس در مدرسه هنری کریستین زاهتمن حضور یافت. وی همچنین به عنوان شاگرد اریک ورنسکیولد، الیف پیترسن و هریت بکر مشغول به کار شد.
او به دلیل تصویرگری که از کوه‌های روندن و شهر روروس شناخته شده‌است. شاید مشهورترین نقاشی‌های وی، در چندین مورد، شب زمستانی در روندن باشد که هم‌اکنون در گالری ملی نروژ به نمایش گذاشته شده‌است.

## آثار منتخب
- نور شب (۱۸۹۳) گالری ملی، اسلو.
- شب تابستان (۱۸۹۹) گالری ملی، اسلو.
- شب زمستان در کوهستان (۱۹۰۱) هیلمر رکستنس ساملینگر، برگن
- شب (۱۹۰۴) موزه هنر تروندهایم، تروندهایم
- علفزار گل در شمال (۱۹۰۶) گالری ملی، اسلو.
- اکن (۱۹۰۸) موزه هنر دراممن
- شب زمستانی در روندن (۱۴–۱۹۱۱) گالری ملی، اسلو.

## نگارخانه

آثار هارولد شولبرگ
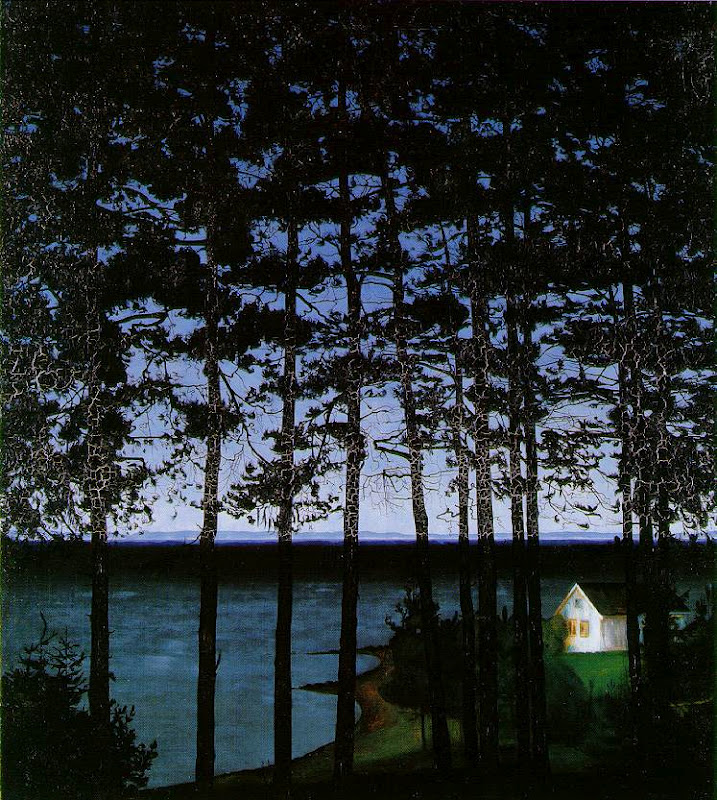
کلبه ماهیگیر، ۱۹۰۷
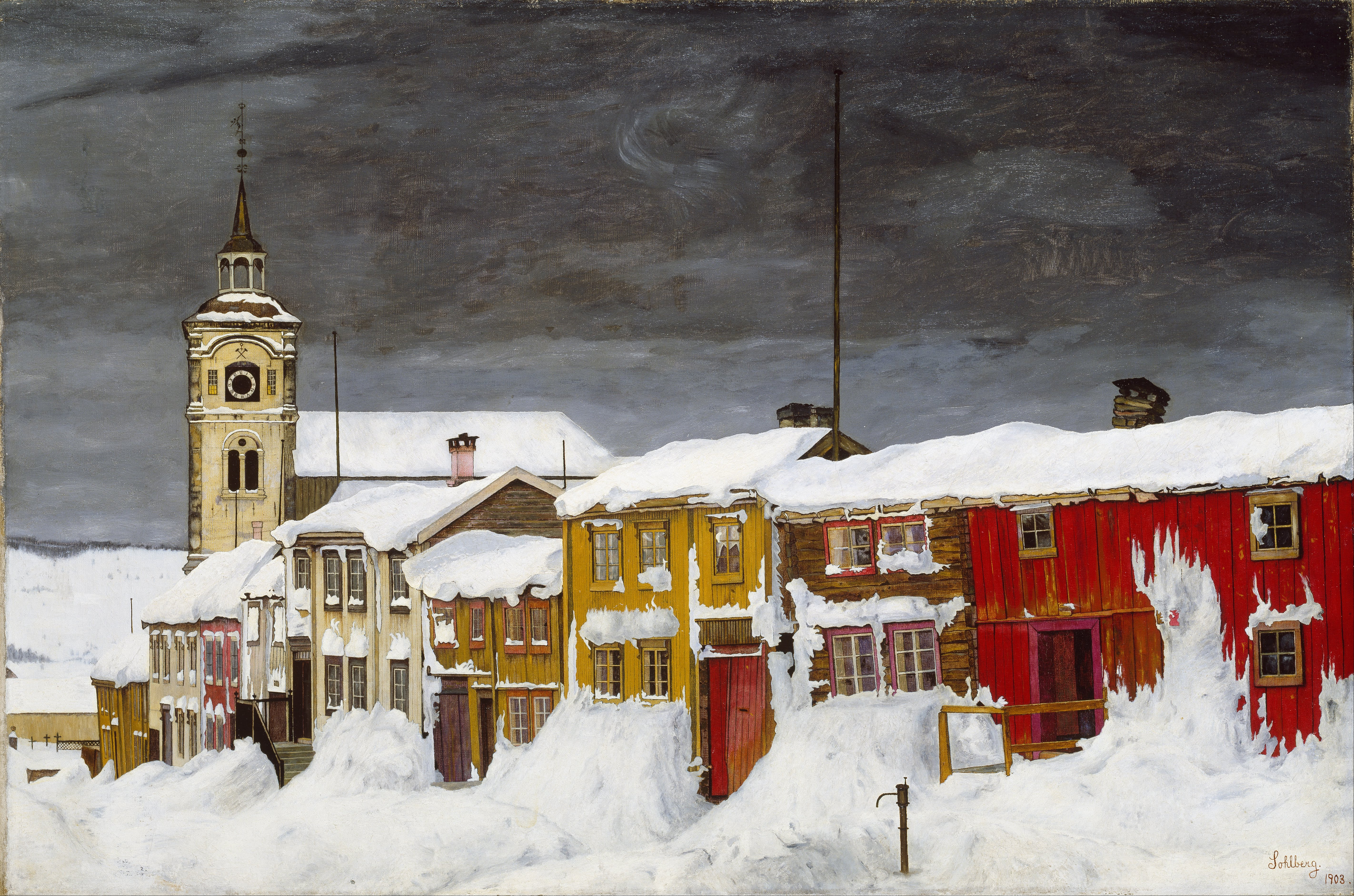
نمایی در زمستان از روروس ۱۹۰۳ م. گالری ملی نروژ
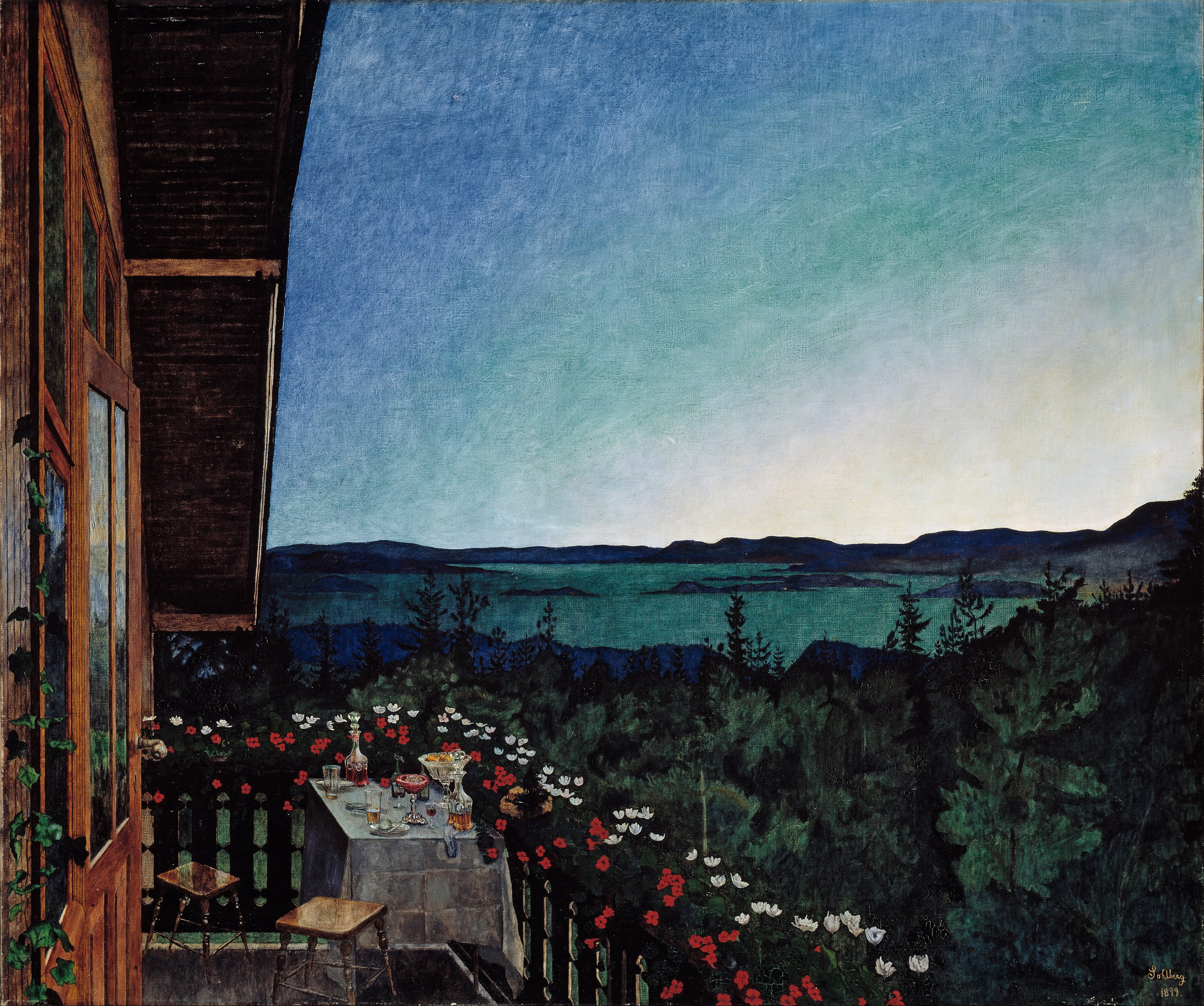
شب تابستان، ۱۸۹۹
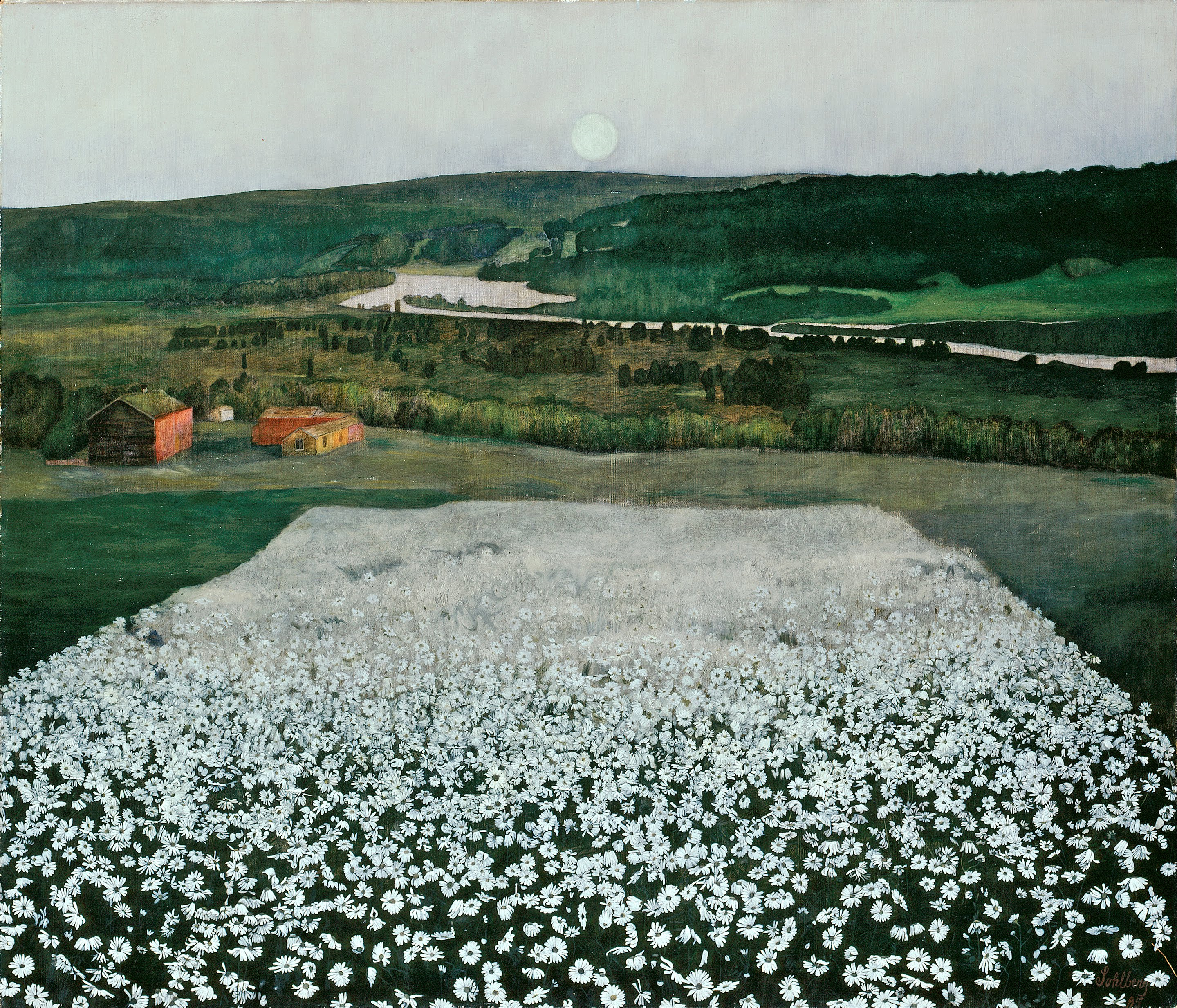
علفزار گل در شمال، ۱۹۰۵
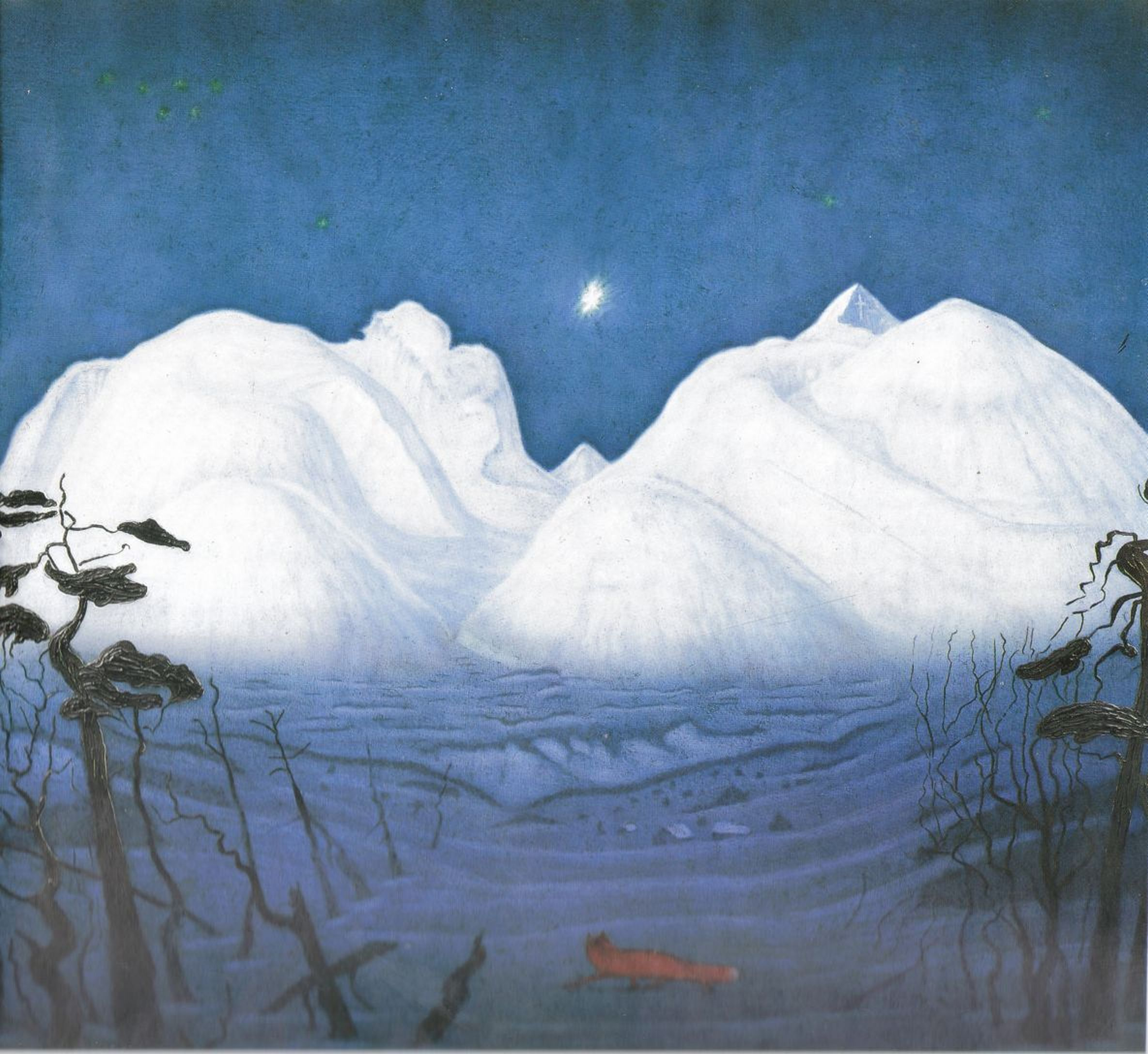
شب زمستان در کوهستان
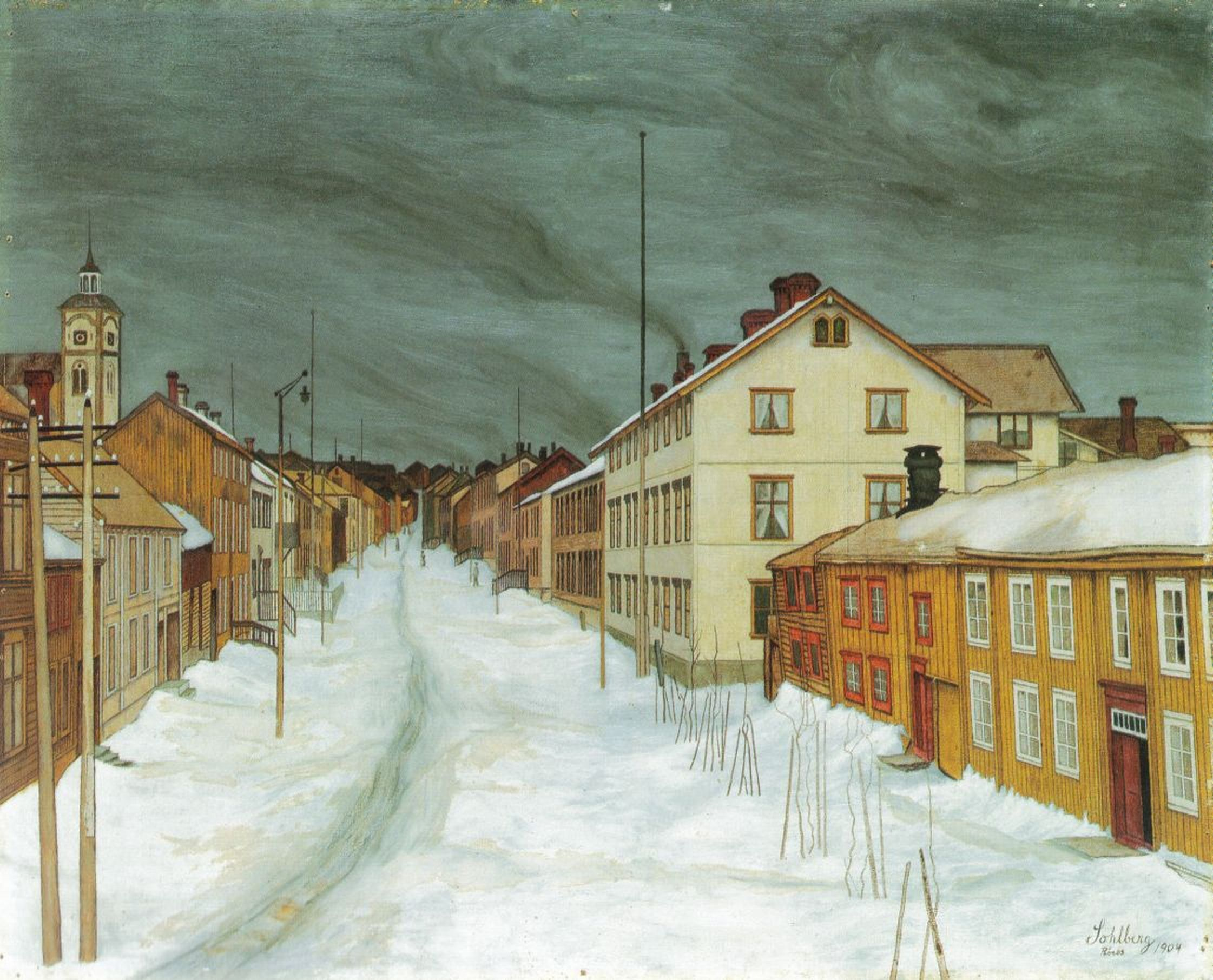
خیابان اصلی روروس ۱۹۰۳
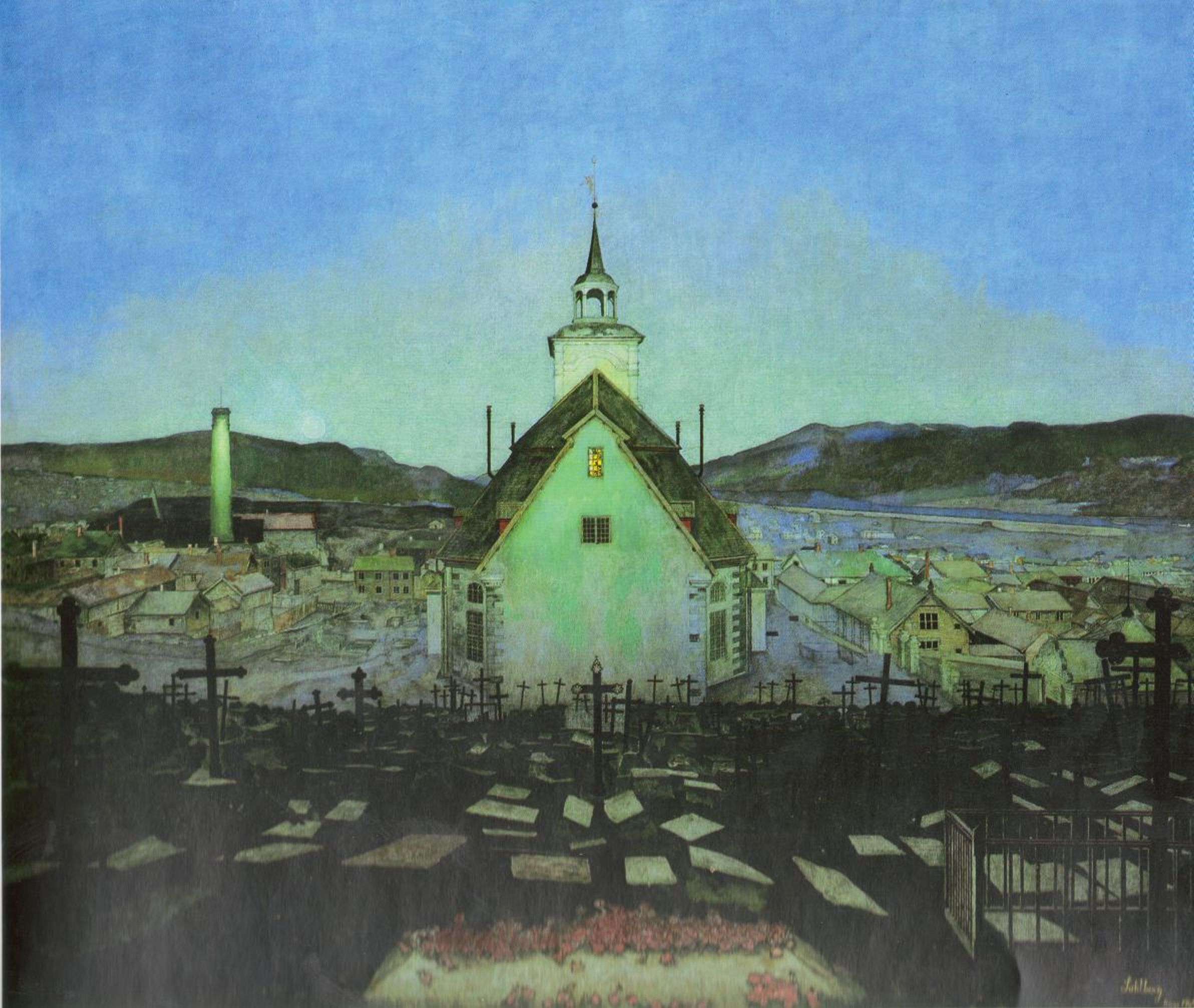
شب ۱۹۰۴
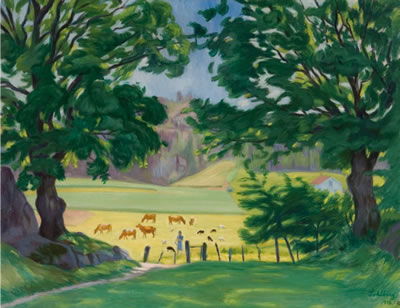
سارا نگهبان گله حوالی ۱۹۱۰
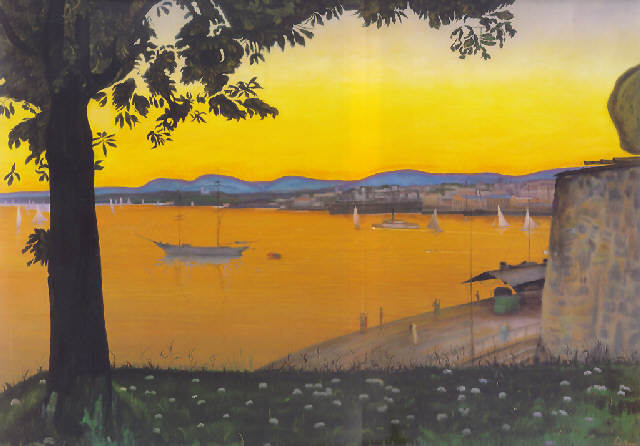
اسلو از آکرشوس حوالی ۱۹۰۰